# Marca de Carniola

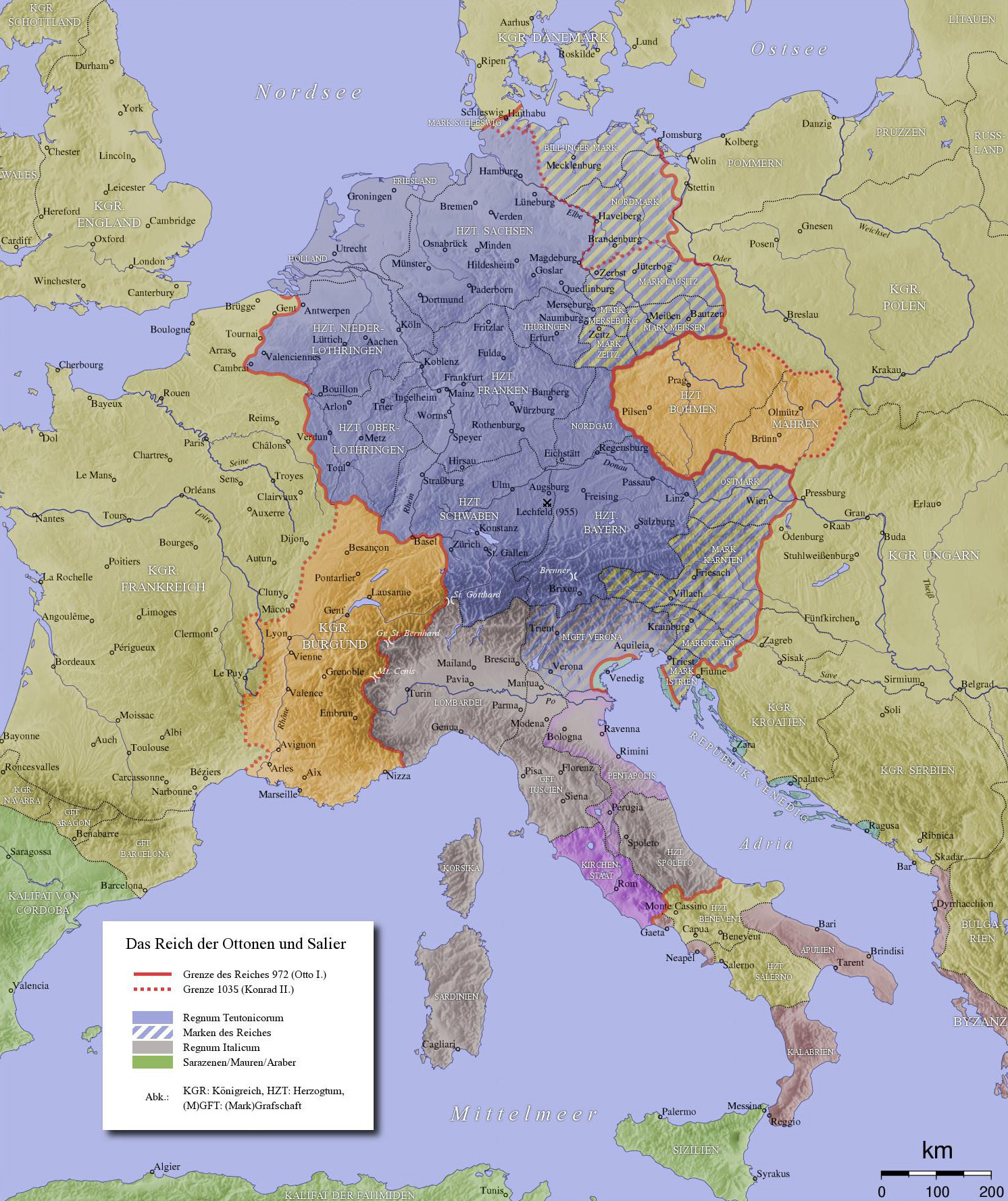
Marca de Carniola (Mark Krain) al. La capital era Krainburg/Kranj, que després fou Laibach/Ljubljana

La marca o marcgraviat de Carniola (en eslovè Kranjska krajina; en alemany Mark Krain) fou una jurisdicció feudal del Sacre Imperi Romanogermànic predecessora del ducat de Carniola; correspon a bona part de la moderna Eslovènia. Es va fundar com a zona de defensa fronterera contra hongaresos i croats.

## Història
Aquesta zona fou poblada pels taurisci abans de l'arribada dels romans vers el 200 aC; al sud-est vivien els pannonis i al sud-oest la tribu celta dels iapodes o carni. La regió fou part de la província de Pannònia si bé la part més septentrional va quedar dins el Nòric. A la caiguda de l'imperi el 476 Carniola va quedar com a part del regne d'Itàlia i el 493 sota Teodoric va formar part del regne dels Ostrogots. Els carni vivien entre el Sava superior i el Soča però al segle VI foren envaïts pels eslaus; la regió fou llavors anomenada pels escriptos llatins com a Càrnia (Carnia) o Carniola que volia dir "Petita Càrnia", o sigui part de la (Gran) Càrnia. Els eslaus la van anomenar Krajina i més tard els alemanys Chrainmark. Els eslaus foren sotmesos als àvars però quan es van desfer del seu jou es van posar sota domini del regne eslau de Samo.

### Fundació
La marca de Carniola es va fundar probablement a la segona part del segle ix al mateix temps que la marca de Caríntia, la marca d'Ístria, i la marca de Panònia. Les més meridionals d'aquestes, Caríntia i Carniola, estaven especialment exposades a les ràtzies dels magiars o hongaresos. El 952, Carniola fou posada sota autoritat del ducat de Baviera, igual que es va fer amb les marques de Caríntia, Ístria, i Friül. El 976, l'emperador Otó II va nomenar al seu nebot Otó I, duc de Suàbia i de Baviera i va separar les marques del ducat; així Àustria fou fet ducat per Enric II de Babenberg, i Caríntia fou un ducat per Enric el Jove de la casa bavaresa dels Luitpoldings; aquest darrer va actuar com una mena de cap de policia fronterera, controlant les marques d'Estíria (Marca de Carantània aleshores), Víndica, d'Ístria, Verona (Friül), i Carniola.
El 1040 el rei Enric III va separar Carniola del ducat de Caríntia, i va agregar la Marca Víndica a Carniola. La raó de la partició fou en part per causas militars i en part per la diferenciació de la regió, on el model de colonització alemanya era diferent del de Caríntia al nord de les muntanyes de Karavanke; Carniola havia estat colonitzada principalment per bavaresos i una minoria de suabis però va conservar la seva cultura eslovena, mentre que Caríntia havia adoptat la cultura alemanya. Les principals famílies bavareses foren els Hoflein, Stein, Hertenberg, Reydeck, i Rabensberg, i les famílies suabes els Auersperg, Osterberg i Gallenberg. És possible que Carniola hagués estat colonitzada per alemanys més antigament.
Inicialment el marcgraviat estava limitat per Caríntia i Estíria al nord, Croàcia i Esclavònia a l'est, Ístria i Dalmàcia al sud, i Friül, Gorízia, Udine i Gradisca a l'oest. Les terres de Carniola estaven lligades informalment a les altres marques del sud-est de l'Imperi en el que ha estat anomenat el "Complex Austríac" a causa de la supremacia d'Àustria a la zona de manera que tots tendien a seguir-la. Degut a aquests lligams, Carniola fou més un concepte geogràfic que una jurisdicció i de vegades fou combinada amb els seus veïns o concedida com a pagament de suport electoral. No obstant el seu estatus com a marca més sud-oriental va ajudar al territori a conservar els seus privilegis de marcgraviat fins al segle xiiim força després que altres regions com el Friül ja havien perdut els seus.

### Govern del patriarcat
L'11 de juny de 1077, Carniola i Ístria foren concedides per Enric IV a l'emergent poder del Patriarcat d'Aquileia. No obstant es van seguir nomenant marcgravis pel territori, que fou administrat com una província separada dependent del patriarcat però amb absoluta autonomia. A l'extinció de la dinastia turíngia de Weimar a la mort del marcgravi Ulric II de Carniola el 1112 (sembla que ja va abdicar el març de 1107 o de 1108) els patriarques van agafar el control efectiu dle territori, trobant aviat l'oposició de la casa renana dels comtes de Sponheim, que el 1122 va adquirir el ducat de Caríntia. El Patriarca va partir el govern del territori entre diversos magnats que el van rebre en feu, sent els més destacats els comtes d'Andechs (més tard ducs de Merània), els Meinardins de Görz, i els comtes de Celje.
Al segle xii la república de Venècia va adquirir gradualment el litoral d'Ístria, i la part de la marca d'Ístria que no va passar a Venècia va ser unida a la marca de Carniola (la zona a l'entorn de Pazin aleshores Mitterburg). Carniola es va estendre aviat sobre la plana de Kras i va adquirir dos petites porcions de costa al golf de Trieste i al golf de Kvarner. Va arribar també a la vall de l'Isonzo però no al mateix riu. Aquest canvi en la seva configuració geogràfica va anar acompanyada d'un increment de l'interès dels poders territorials veïns. El 1245, Bertold de Merània, Patriarca d'Aquileia, va donar la marca de Carniola a la casa de Babenberg representada pel duc d'Àustria Frederic II el Bataller, amb l'aprovació de l'emperador.

### Govern de Bohèmia
A la mort de Frederic II Carniola va passar al duc de Caríntia Ulric III de la casa de Sponheim, que era un cosí del patriarca. Ulric va desenvolupar Carniola donant moltes terres a l'església i establint una seca a Kostanjevica. Vers 1254, Carniola va perdre els seus privilegis de marca. Mort Ulric sense hereus va deixar les seves terres a la dinastia premíslida representada per Ottokar II de Bohèmia, el 1268. Ottokar ja havia aconseguit la successió d'Àustria i d'Estíria el 1251 i el 1269 va consolidar el seu control de Caríntia i Carniola; el seu poder s'estenia fins a Königsberg, que havia fundat en la seva croada prussiana; així Carniola era la part més meridional d'un estat que anava de la mar Bàltica a la mar Adriàtica.
El 1273 Ottokar es va enfrontar amb el comte Rodolf d'Habsburg per l'elecció com a reis del Romans. A l'any següent Rodolf en la seva qualitat de rei, i el Reichstag imperial de Nuremberg van demanar que tots els feus adquirits durant el interregnum després de la mort de l'emperador Frederic II el 1250 havien de revertir a la corona imperial, una demanda que s'hauria d'haver aplicat a Àustria-Estíria, Caríntia i Carniola. Ottokar va refusar i fou declarat fora de la llei el 1276. El 1278, Rodolf i els seus aliats van derrotar i matar Ottokar a la batalla de Marchfeld, i les terres que havia adquirit van tornar a la corona alemanya. Amb el Pacte de Georgenberg de 1286, Rodolf va assegurar per a la seva família els ducats d'Àustria i Estiria. Les parts del sud de l'antic regne d'Ottokar, el ducat de Caríntia, la veïna marca de Carniola i Savinja, van anar als aliats Meinardins de Rodolf. Carniola va passar als Habsburg i va esdevenir terra de frontera contra Venècia a l'oest, mentre que a l'est la frontera amb Hongria romania estable.

### Govern austríac
Rodolf va donar Carniola als seus fills Albert I i Rodolf II el 1282, després d'una assemblea a Augsburg, però aquestos van deixar Carniola al seu aliat el comte Meinard de Görz-Tirol, duc de Caríntia des de 1286. Va romandre sota la dinastia dels meinardins fins a la mort el 1335 del duc Enric VI de Caríntia. El rei Joan de Bohèmia (de la casa de Luxemburg) va renunciar als seus drets a l'herència i els ducs Habsburg Otó l'Alegre i Albert el Savi van obtenir Carniola tot i l'acord que el difunt Enric VI havia fet amb l'emperador Lluís IV pel qual les seves filles Adelaida i Margarida (que fou la famosa Margarida Maultasch, comtessa de Tirol) heretarien les seves terres. Albert III d'Àustria, fill del duc Rodolf IV d'Àustria el Fundador, va declarar Carniola com a ducat el 1364 si bé el seu títol d'arxiduc d'Àustria no fou confirmat fins més de dos segles després. Pel tractat de Neuberg, Carniola fou incorporada a l'Àustria Interior de les possessions dels Habsburg.

## Llista de marcgravis
Dinastia turíngia de Weimar
- Poppó I, 1040-1044, comte de Weimar, també marcgravi d'Ístria des de 1012
- Ulric I, 1045-1070, fill, comte de Weimar, també marcgravi d'Ístria des de 1060
- Poppó II, 1070-1098, fill, també marcgravi d'Ístria
- Ulric II, 1098-1107, germà, comte de Weimar

Casa de Sponheim
- Engelbert I, 1107-1124,també marcgravi d'Ístria (Engelbert II) des de 1090; duc de Caríntia des de 1122
- Engelbert II, 1124-1173, fill, també marcgravi d'Ístria

Casa d'Andechs
- Bertold I, 1173-1188, també marcgravi d'Ístria

Ducs de Merània (Andechs-Merània
- Bertold II, fill 1188-1204, també duc de Merània (Bertold IV de Merània des de 1183) i marcgravi d'Ístria
- Enric II, fill, 1204-1228, també marcgravi d'Ístria
- Otó I, 1228-1234, germà, també marcgravi d'Istria, duc de Merània des de 1204, comte palatí de Borgonya des de 1211 (com Otó II)
- Otó II, 1234-1248, fill, comte palatí de Borgonya com Otó III de Borgonya, també marcgravi d'Ístria i duc de Merània

Casa de Babenberg
- Frederic II el Bataller (I de Carniola), 1245-1246, Duc d'Àustria i duc d'Estíria des de 1230

Casa de Sponheim
- Ulric III, 1248-1269, també duc de Caríntia des de 1256

Dinastia Premíslida
- Ottokar II (i de Carniola), 1269-1276, rei de Bohèmia i duc d'Àustria, Estíria i Caríntia

Casa d'Habsburg
- Rodolf, 1276-1286, rei d'Alemanya (rei dels Romans) des de 1273, també duc d'Àustria, Estíria i Caríntia fins a 1282

Dinastia dels Meinardins
- Meinard, 1286-1295, comte de Tirol des de 1258, també duc de Caríntia
- Enric VIII de Caríntia i III de Carniola, 1295-1335, fill, també rei de Bohèmia 1306 i 1307-1310 com a Enric I, duc de Caríntia i comte de Tirol

Casa d'Habsburg
- Albert II el Savi, 1335-1358, net del rei Rodolf I, duc d'Àustria i Estíria des de 1330, també duc de Caríntia
- Rodolf IV d'Àustria, 1358-1364, fill, també duc d'Àustria, Estíria i Caríntia, comte de Tirol des de 1363, adopta el títol de Duc de Carniola el 1364.